# The Hub (Brooklyn)
The Hub, también conocido como 333 Schermerhorn Street, es un rascacielos de 55 pisos y 182 metros de altura situado en el borough de Brooklyn, en la ciudad de Nueva York (Estados Unidos). El edificio tiene 754 apartamentos, cuatro ascensores de gran altura y tres ascensores de media altura. Fue diseñado por los estudios Dattner Architects y Hill West Architects.
En diciembre de 2015 The Hub fue coronado y superó al AVA DoBro como el edificio más alto de Brooklyn. Tuvo el récord hasta abril de 2019, cuando fue superado por la torre Brooklyn Point (del complejo City Point).

## Galería

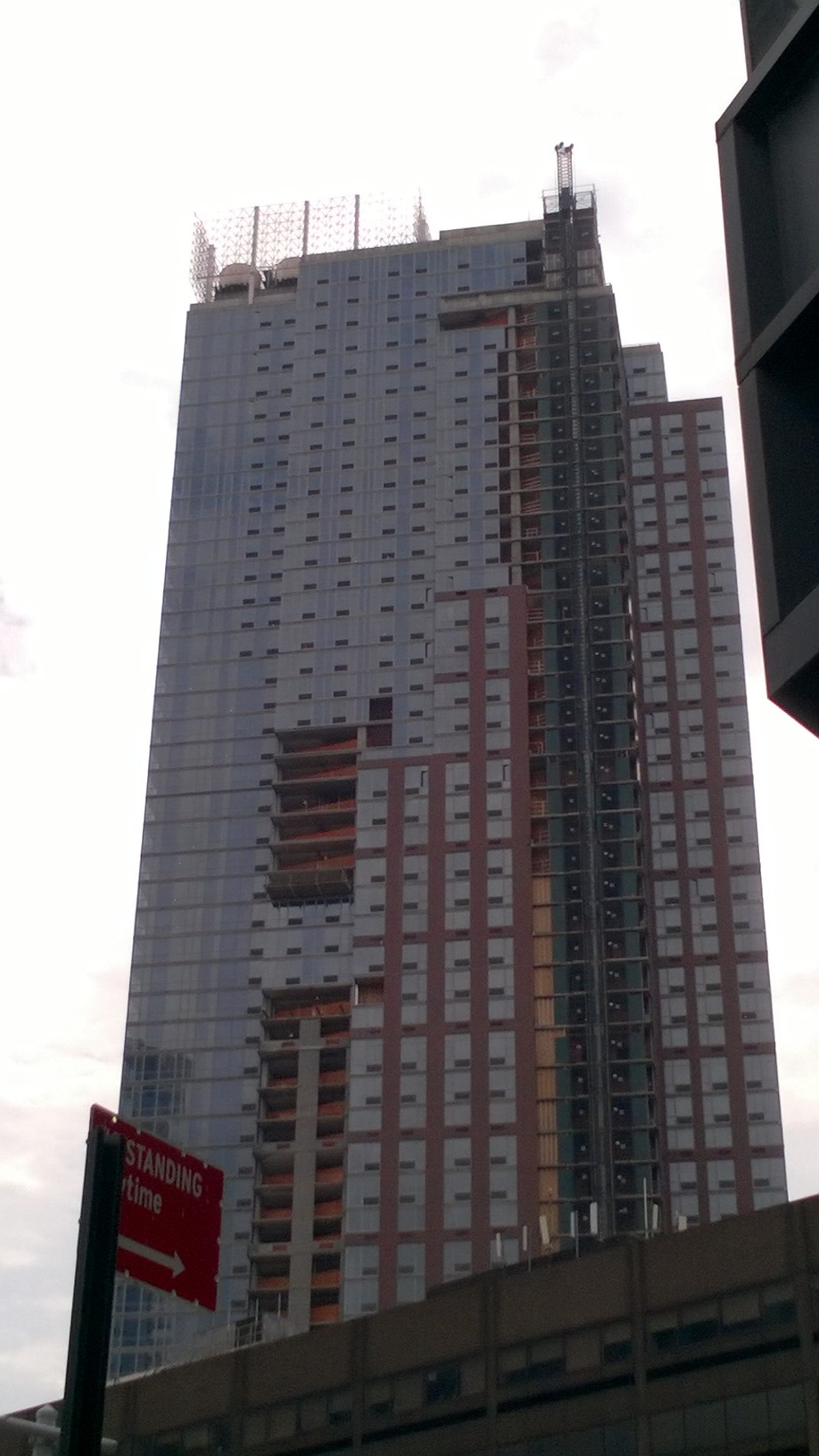
Fachada en construcción en septiembre de 2016.
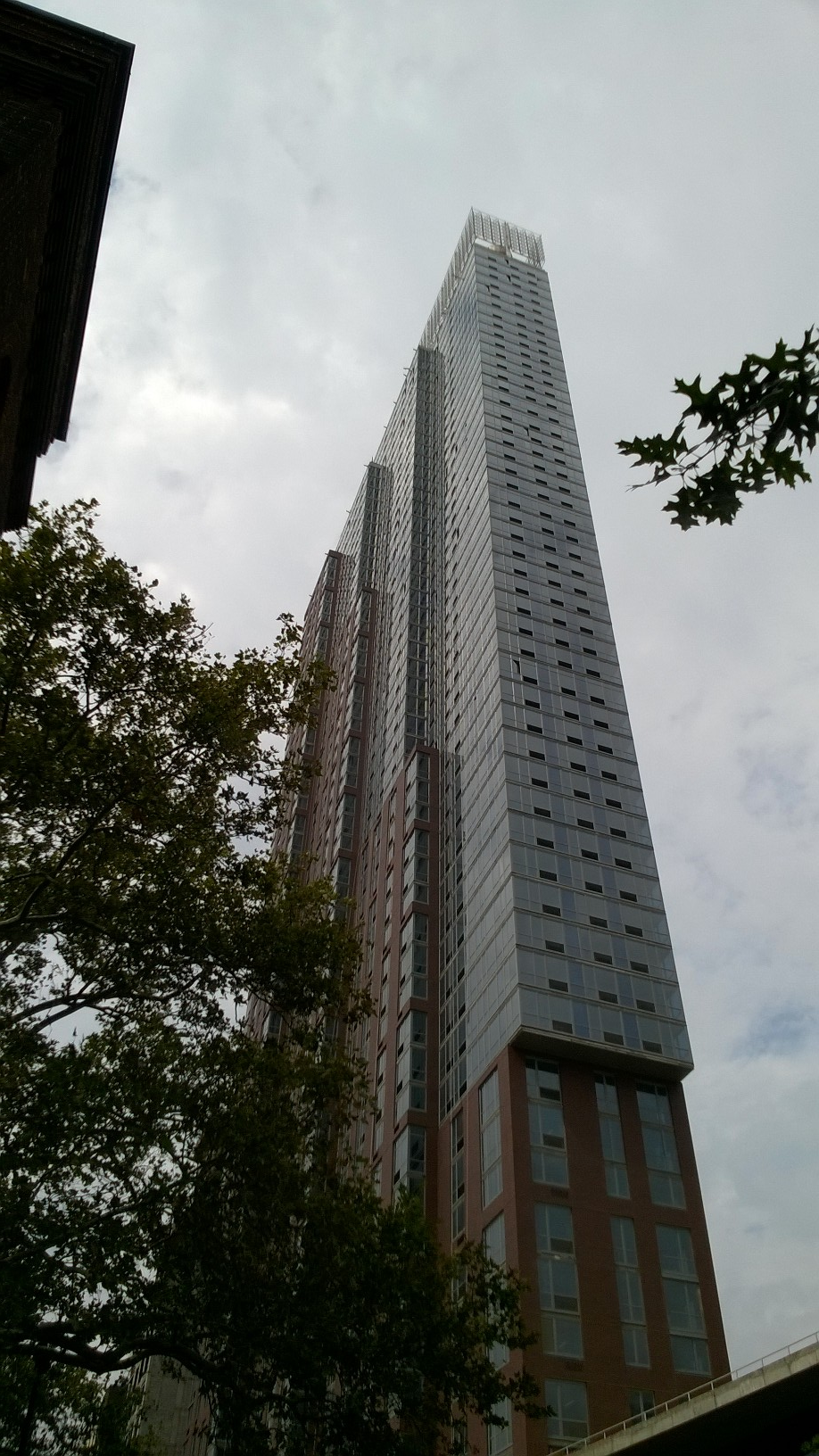
Vista hacia el noroeste desde Flatbush Avenue.
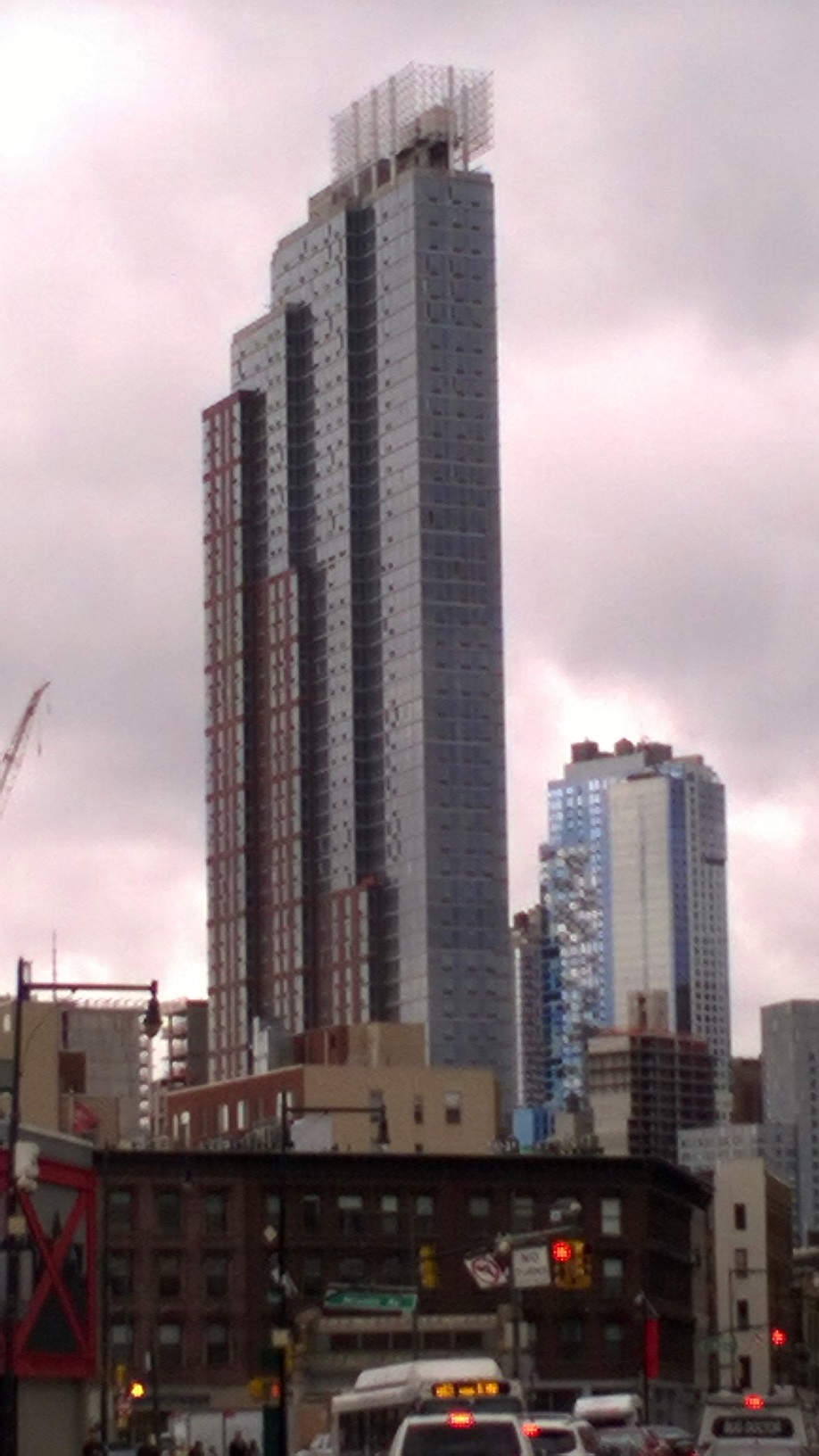
Vista lateral. A la derecha, la torre AVA DoBro.
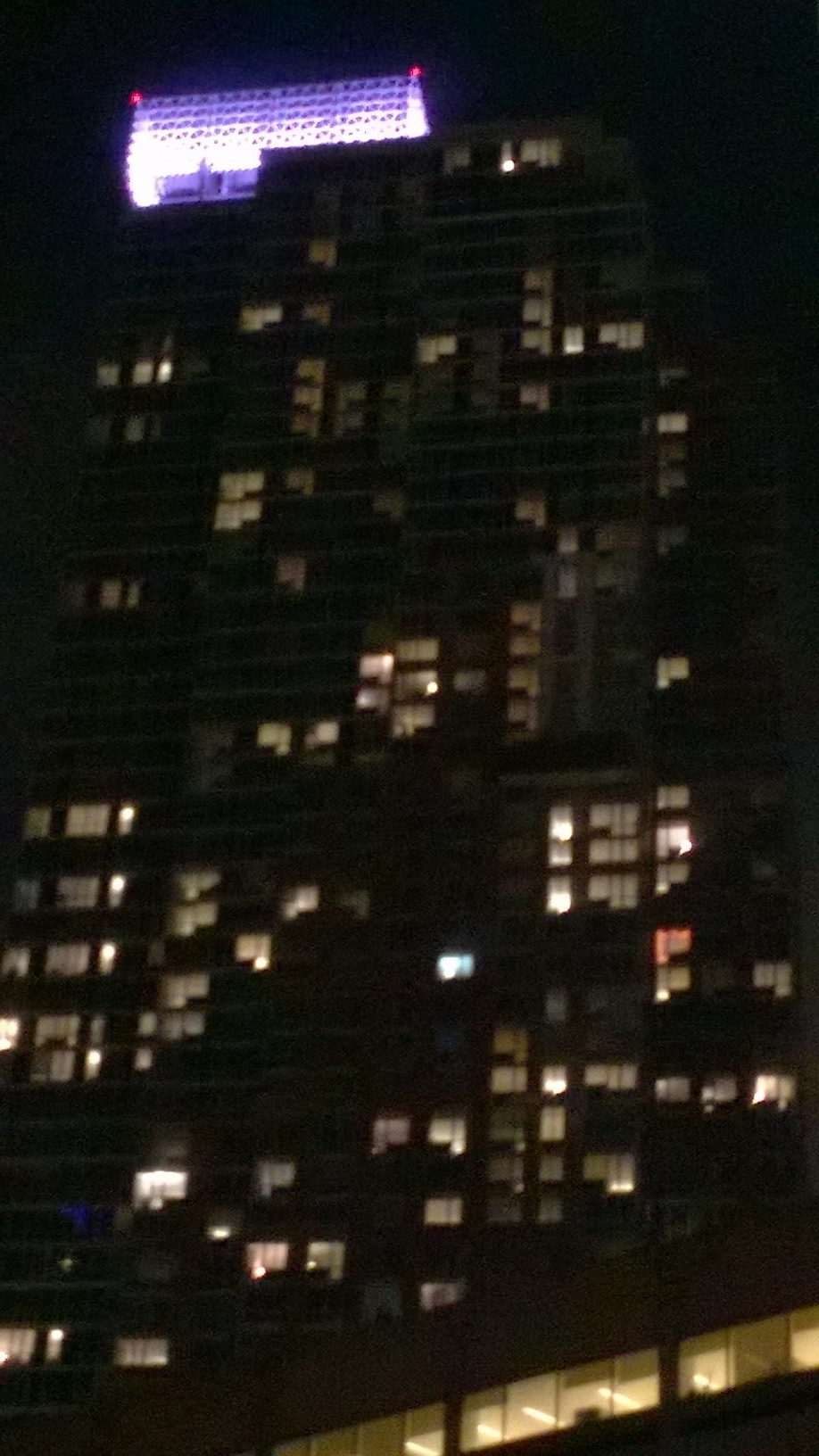
Iluminación nocturna.